# Enric Hessing
Ir. Enrico Leo Pius (Enric) Hessing (Den Haag, 17 december 1947) is een Nederlands directeur en politicus voor de Volkspartij voor Vrijheid en Democratie (VVD).

## Levensloop
Na de HBS aan de Openbare Hogere Burgerschool te Delft ging hij civiele techniek studeren aan de Technische Universiteit Delft. Hij begon zijn carrière als projectleider en programmacoördinator bij de IRC. Van april 1985 tot 1988 was hij hoofd planning bij de Rijksgebouwendienst en vanaf 1988 tot 1993 was Hessing plaatsvervangend directeur van de Bewonerszaken en Individuele Huursubsidie. Hessing was van 1993 tot 1994 inspecteur van de Volkshuisvesting. Vier jaar later, in 1998, was hij lid van de gemeenteraad van Voorburg voor de VVD. In datzelfde jaar was hij lid van de Tweede Kamer der Staten-Generaal. Dat was hij van 17 mei 1994 tot 23 mei 2002. In de Tweede Kamer der Staten-Generaal hield hij zich voornamelijk bezig met buitenlandse zaken, defensie en rijksuitgaven. Hij was tevens woordvoerder van ontwikkelingssamenwerking, Europese zaken en handelspolitiek van de VVD Tweede Kamerfractie. Van 2 maart 2004 tot 7 maart 2005 was Enric Hessing waarnemend burgemeester van Rijnwoude.

## Partijpolitieke functies
- Voorzitter van de commissie van ontwikkelingssamenwerking VVD, van 1986 tot 1994
- Fractievoorzitter van de VVD van de gemeenteraad van Voorburg, van 1990 tot 1994
- Lid van de partijraad VVD, van 1992 tot 1994

## Persoonlijk
Hessing is getrouwd en het echtpaar heeft een dochter. Hij is woonachtig in Voorburg.

## Ridderorden
- Ridder in de Orde van Oranje-Nassau, 27 juni 2002

## Publicaties
- "Planning and evaluation, IRC" (1982)
- "De markt helpt mee" (mede-auteur (1990))
- "Ouderen in beweging" (1993)

- Parlement.com: vg09lllb3opm